# Alexandru Bordian
Alexandru Bordian (n. 16 martie 1990) este un politician român, ales în 2024 deputat din partea partidului Alianța pentru Unirea Românilor (AUR). 

## Carieră politică

### Deputat (2024–prezent)

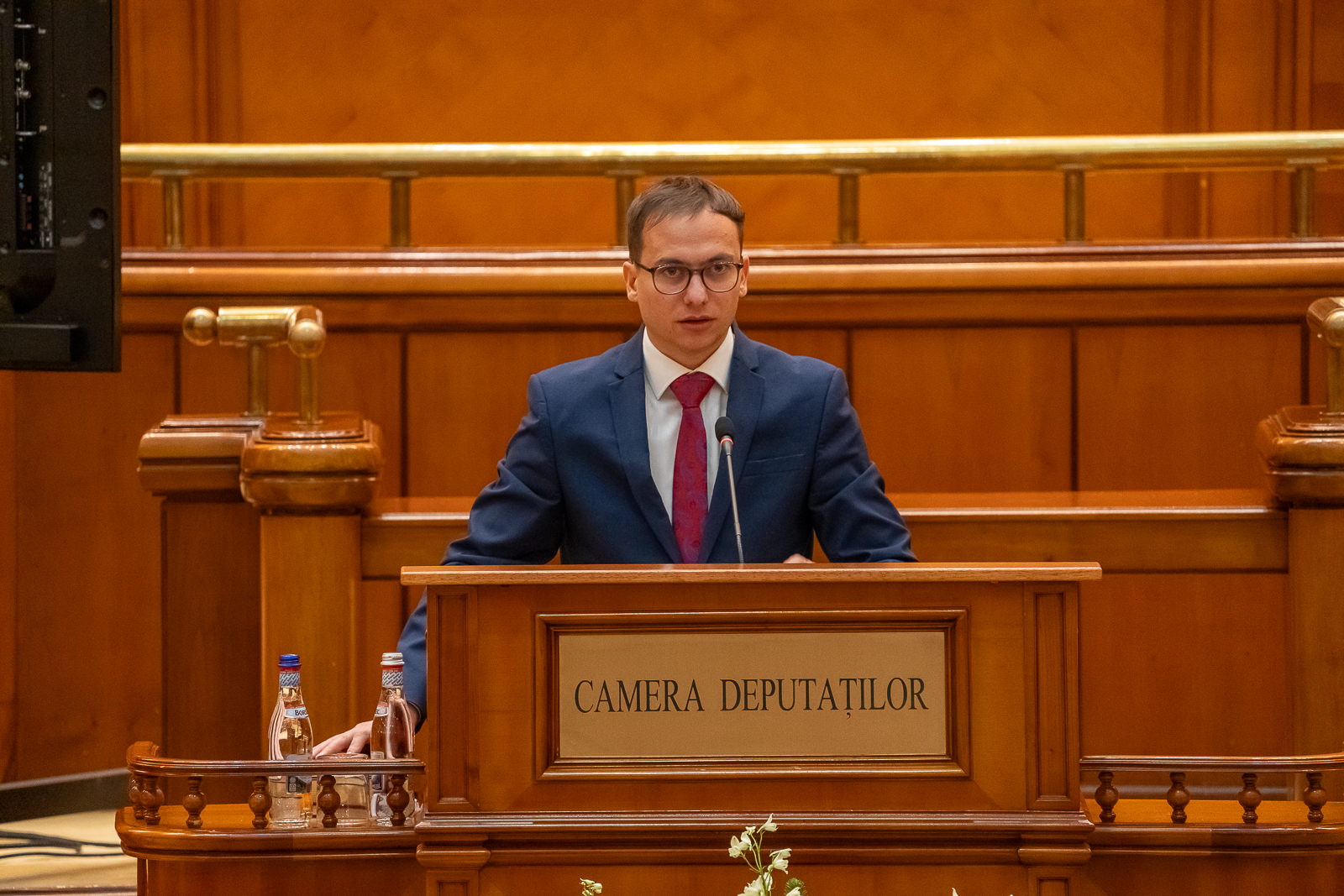
Bordian depunând jurământul, 21 decembrie 2024

La alegerile parlamentare din 2024 pe 1 decembrie, Bordian fost ales deputat în circumscripția nr. 18 Galați, din partea partidului Alianța pentru Unirea Românilor, preluând mandatul la 21 decembrie. În prezent este membru al Comitetului pentru drepturile omului, religii și minorități naționale. În aprilie 2025, el a acuzat guvernul de indiferență față de inundațiile din România din septembrie 2024.